# مکائوی سنبلی
مکائوی سنبلی (نام علمی: Anodorhynchus hyacinthinus) پرنده‌ای بومی شرق و مرکز آمریکای جنوبی است. این پرنده بزرگترین گونه در خانواده مکائو و بزرگترین گونه از لحاظ وزن به هنگام پرواز در بین تمامی طوطی سانان است. گرچه طوطی بی پروازی به نام کاکاپو که در نیوزلند و گینه نو زیست می‌کند و ۳٫۵ کیلوگرم وزن دارد سنگین‌تر از مکائو سنبلی است اما مکائو سنبلی از لحاظ طول طویل تر از طوطی کاکاپو و تمامی طوطی‌سانان است.
مکائوی سنبلی شباهت‌هایی با هم‌خانواده خود یعنی مکائو لیر دارد در حالیکه این شباهت بسیار جزئی است و می‌توان به راحتی این دو را از یکدیگر تمیز داد. در ناحیه زرد رنگ اطراف چشم مکائو لیر یک حالت اشکی‌شکل کشیده و بزرگ وجود دارد که در مکائوی سنبلی این ناحیه به صورت یک دایره زرد رنگ وجود دارد. تفاوت دیگر ناحیه زرد رنگ در دو طرف منقار است که در مکائوی لیر بسیار بزرگتر از مکائوی سنبلی است. سومین تفاوت در رنگ قسمت سر پرنده و قسمت بال‌ها است که تقریباً رنگی مابین آبی لاجوردی تیره متمایل به سبز تیره است این ویژگی بیشتر در ناحیه سر قابل رویت است اما مکائو لیر نسبت به مکائوی سنبلی بسیار نادرتر و کمی کوچکتر است.
محبوبیت مکائو سنبلی به عنوان حیوان خانگی سبب کاهش جمعیت وحشی آنان تا مرز انقراض و قرار گرفتن این گونه در لیست قرمز (درمعرض تهدید) شده‌است. متأسفانه در بین عوام و متخصصین باوری غلط به‌طور رایج وجود دارد که نام این گونه را در خانواده آرا قرار می‌دهند، و این گونه را با نام آرا هایسینث می‌شناسند که اشتباهی فاحش است. این گونه در خانواده بی‌دندان‌منقارها که شامل این گونه و دو گونه دیگر به نام‌های لیر و سبز تیره می‌باشد قرار گرفته و نام علمی این پرنده نیز خود گویای این موضوع است.

## ویژگی‌ها
این پرنده بزرگترین گونه در خانواده مکائو و بزرگترین گونه از لحاظ وزن به هنگام پرواز در بین تمامی طوطی‌سانان است. طول مکائوی سنبلی ۱۰۰ سانتی‌متر از سر تا انتهای دم و عرض پرنده ۳۹ سانتی‌متر بوده و وزن آن ۱٫۵ تا ۲ کیلوگرم می‌باشد. هر بال ۳۸۸ الی ۴۲۵ میلی‌متر طول دارد. طول بال‌های مکائوی سنبلی در هنگام پرواز ۱۲۰ سانتی‌متر تا ۱۴۰ سانتی‌متر و عرض آن‌ها ۴۸ سانتی‌متر تا ۵۶ سانتی‌متر می‌باشد. آن‌ها تقریباً به طور کامل آبی‌رنگ هستند و پرهای زیر بال‌ها نیز سیاه‌رنگ می‌باشد. دارای نوک بزرگ و سیاه بوده و در دو طرف نوک و اطراف چشم ناحیه‌ای زردرنگ و روشن وجود دارد که البته در اطراف چشم این ناحیه به شکل نواری گرداگرد چشم را فرا گرفته‌است. به‌طور معمول تشخیص جنسیت در این گونه بسیار مشکل است اما جنس ماده این گونه کمی باریکتر از جنس نر آن است.

## غذا و تغذیه
آنها نوک بسیار قوی برای خوردن غذاهای طبیعی و شکستن انواع دانه‌ها و هسته میوه‌های جنگلی دارند که این منقار حتی توانایی شکستن پوسته سخت و چوبین نارگیل و ماکادمیا (یک نوع فندق جنگلی) را داشته و علاوه بر این آن‌ها با این منقار می‌توانند میوه‌ها و گیاهان جنگلی را به راحتی بخورند. از جمله غذاهای محبوب این پرنده میوه درخت کاج است آن‌ها همچنین از گرفتن حلزون و شکستن پوسته سخت این جانور و خوردن آن بسیار لذت می‌برند.

### تولید مثل
این پرنده در حفره‌های درختان لانه‌سازی می‌کند و پرنده ماده در هنگام تخم‌گذاری ۱ یا ۲ تخم می‌گذارد. گرچه هر دو جوجه سر از تخم درمی‌آورند اما فقط یک جوجه به سن بلوغ می‌رسد؛ زیرا در رقابت تصاحب غذا جوجهٔ زودتر از تخم درآمده موفق‌تر بوده و جوجهٔ دیگر از گرسنگی تلف می‌شود. جوجه‌ها تا سن ۳ ماهگی نزد والدین خود می‌مانند و پس از آن لانه را ترک می‌کنند. آن‌ها در سن ۷ سالگی به بلوغ می‌رسند. تخم‌های این پرنده توسط کوآتی‌ها، کلاغ‌ها، صاریغ‌ها و بیشتر توسط توکان‌ها که جزو دشمنان طبیعی این پرنده محسوب می‌شوند ربوده و خورده می‌شوند.

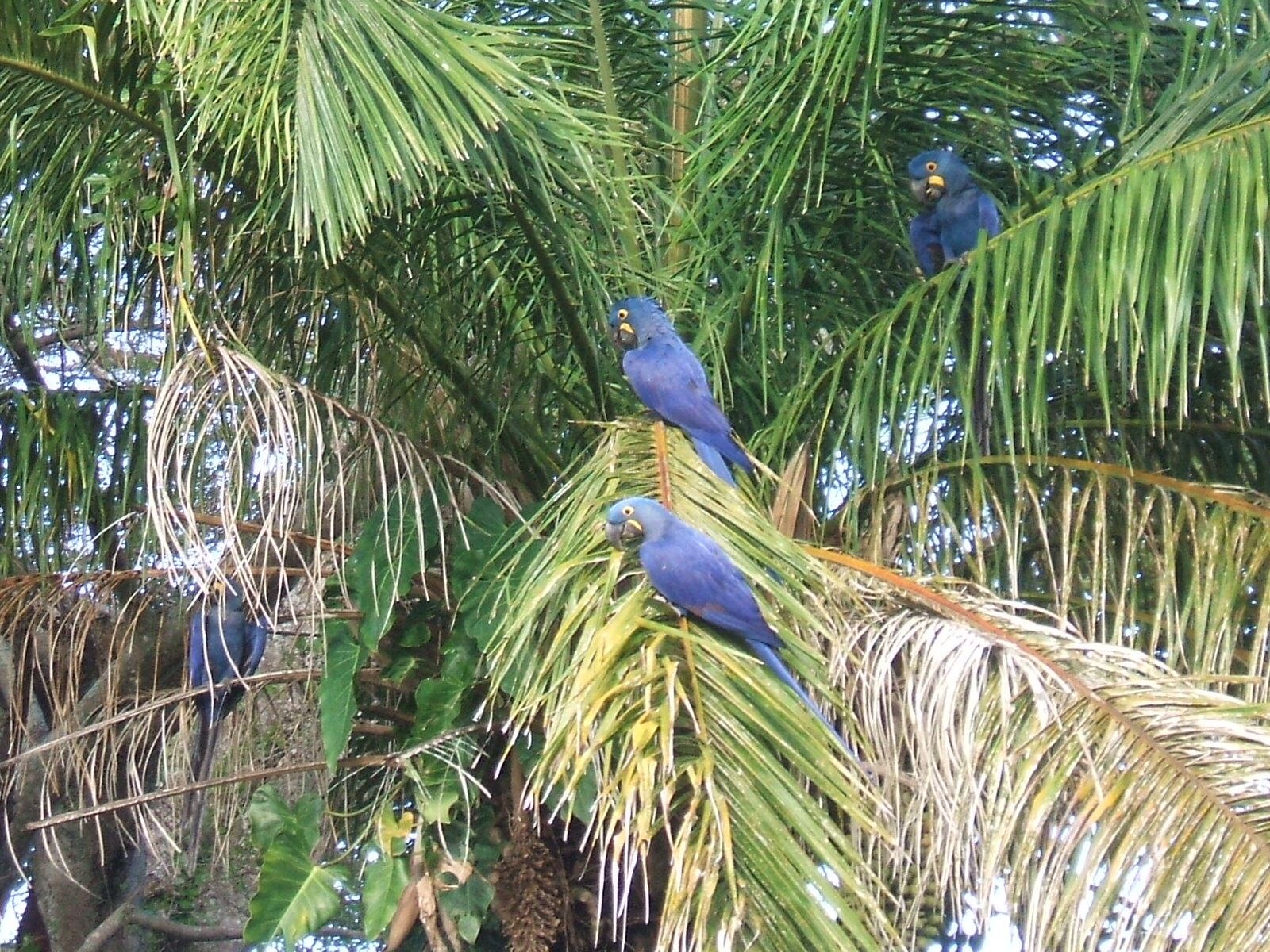
گروهی از مکائوهای سنبلی در زیستگاه اصلی خود در پانتانال برزیل

## پراکندگی و زیستگاه
جمعیتی از این پرنده که موجودیت آن‌ها تأیید شده در سه دسته کلی در آمریکای جنوبی قرار دارند. در پانتانال منطقه‌ای در برزیل و در مجاورت آن منطقه‌ای در شرق بولیوی و در شمال شرقی پاراگوئه، در سرادو منطقه‌ای در شرق کشور برزیل و (ماتو گروسو، گوییاس، توکانتینس، باهیا، پیاوی، مارانیائوومینا ژرایس) و مناطق نسبتاً باز رودخانه توکانتینس، رودخانه شینگو، رودخانه تاپاژوس و ماراژو جزیره‌ای در شرق حوضه آمازون کشور برزیل، مورد تأیید است.
همچنین جمعیت پراکنده این پرنده در مناطقی دیگر چون نخل‌های مردابی، مناطق باز و روشن جنگلی و دیگر جنگل‌های نیمه‌باز می‌باشد. به طور کلی زیستگاه این پرنده جنگلهای گرم و مرطوب و حاشیه نسبتاً باز رودخانه‌ها است. (مکائوی سنبلی در حاشیه و امتداد رودخانه زیست می‌کند)

### حفاظت
مکائوی سنبلی به علت شکار بی‌رویه و غیرقانونی تجارت در قفس و از بین رفتن زیستگاه، در معرض خطر جدی قرار دارد. سالانه آتش‌سوزی‌های کنترل شده توسط کشاورزان، نابودی درختان و مناطقی که قبلاً زیستگاه این گونه بوده و همچنین چرای نامناسب دام و دامداری، طرح‌های برق آبی، کشاورزی و باغداری سبب تخریب و انزوا زیستگاه‌های این گونه خارق‌العاده شده‌است. عوامل دیگری نیز در سطح ملی به این خطر دامن می‌زنند. عواملی چون استفاده از آن‌ها به عنوان غذا در بین قبایل بومی Gorotire و Kayapo در جنوب مرکزی برزیل و استفاده از پر این پرنده به عنوان کلاه‌های بومی قبایل و به عنوان زینت و وسایل تزیینی سبب کاهش جمعیت این پرنده شده‌است و جمعیت بسیار اندکی از این گونه فقط در منطقه پانتانال برزیل یافت می‌شود. این منطقه به عنوان زیستگاه اصلی این پرنده شناخته می‌شود و عوامل حمایتی از این پرنده تحت پروژه‌های حفاظت با قرار دادن لانه‌های مصنوعی و آگاه‌سازی اذهان عمومی کمک به حفظ این پرنده در حال انقراض می‌کنند. این برنامه‌های حفاظتی با کمک حامیان محیط زیست آغاز شد و هم‌اکنون بسیاری از مزرعه داران نه تنها سبب نابودی این گونه نمی‌شوند بلکه حافظ این گونه و خانواده مکائوها هستند.

## نگارخانه

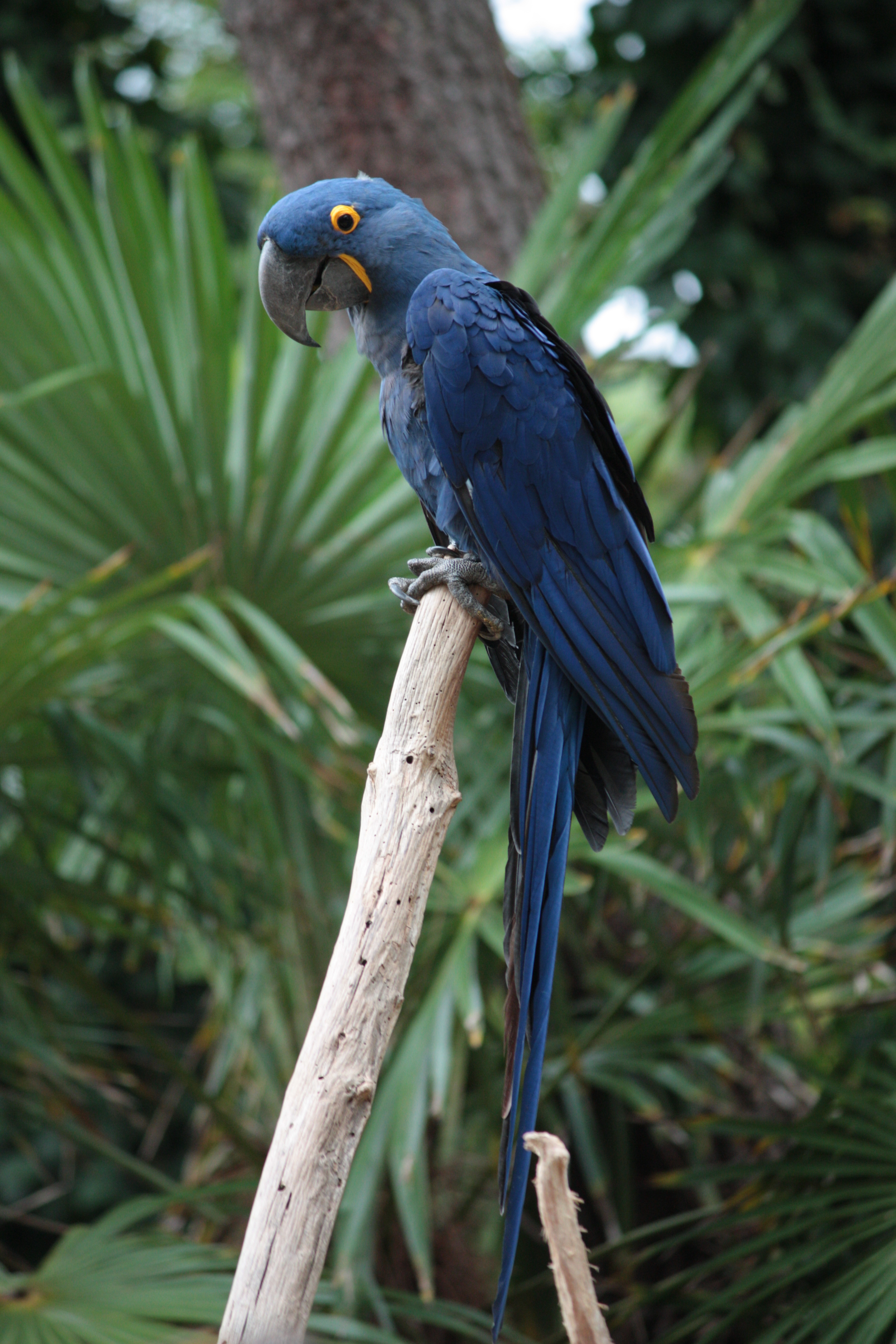
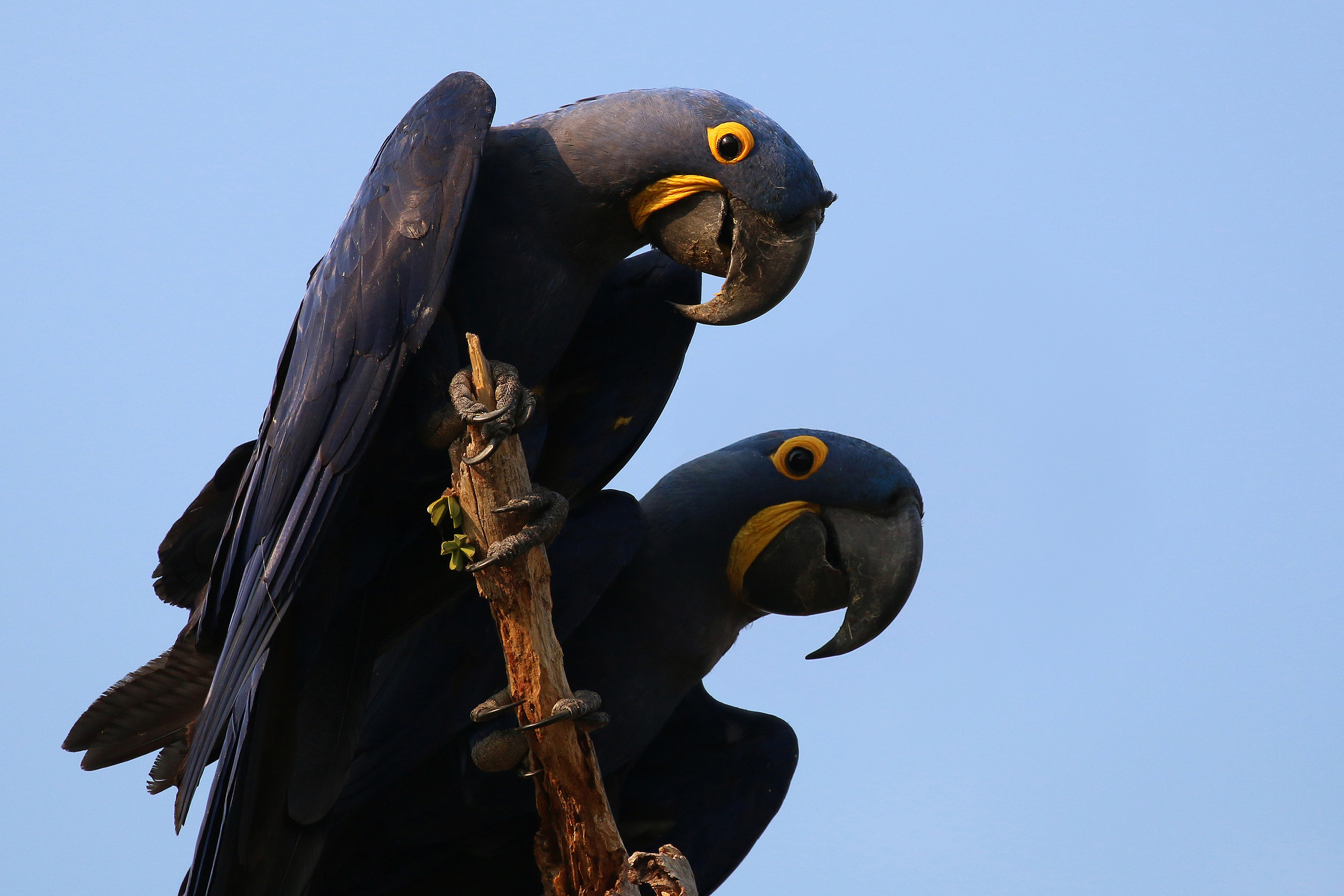
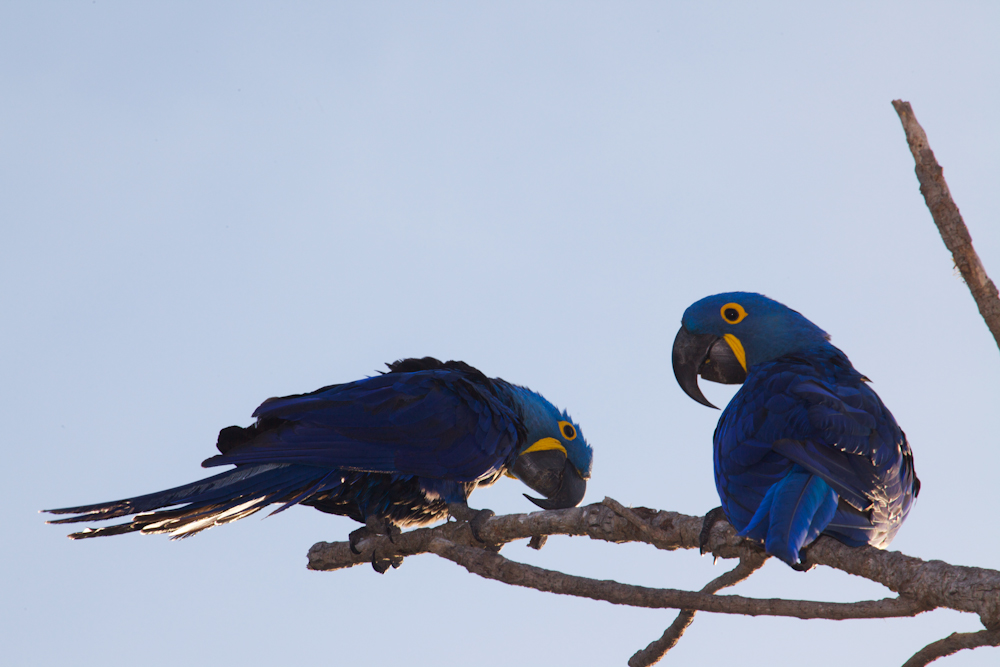
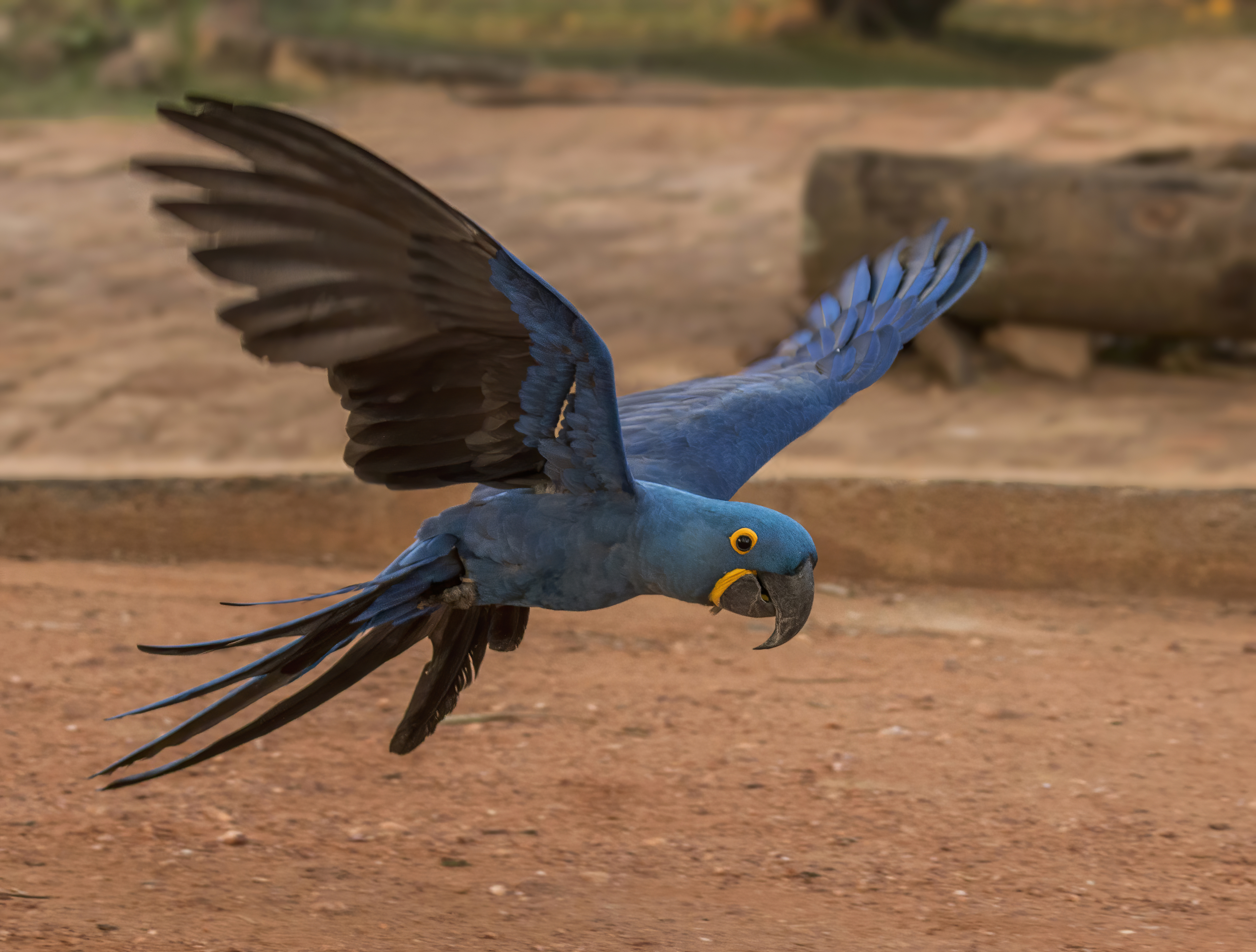
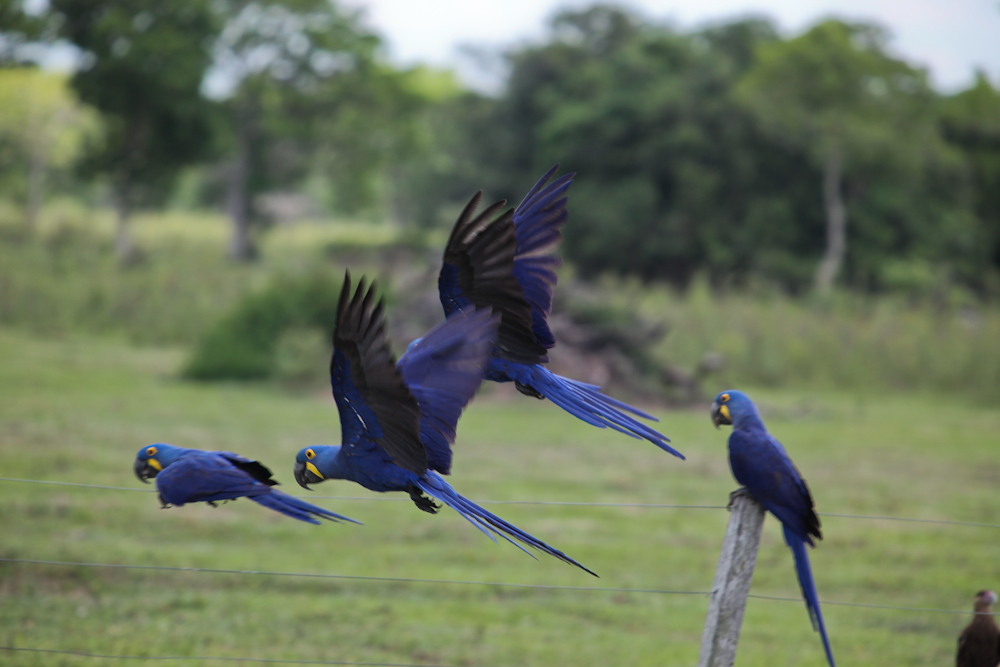
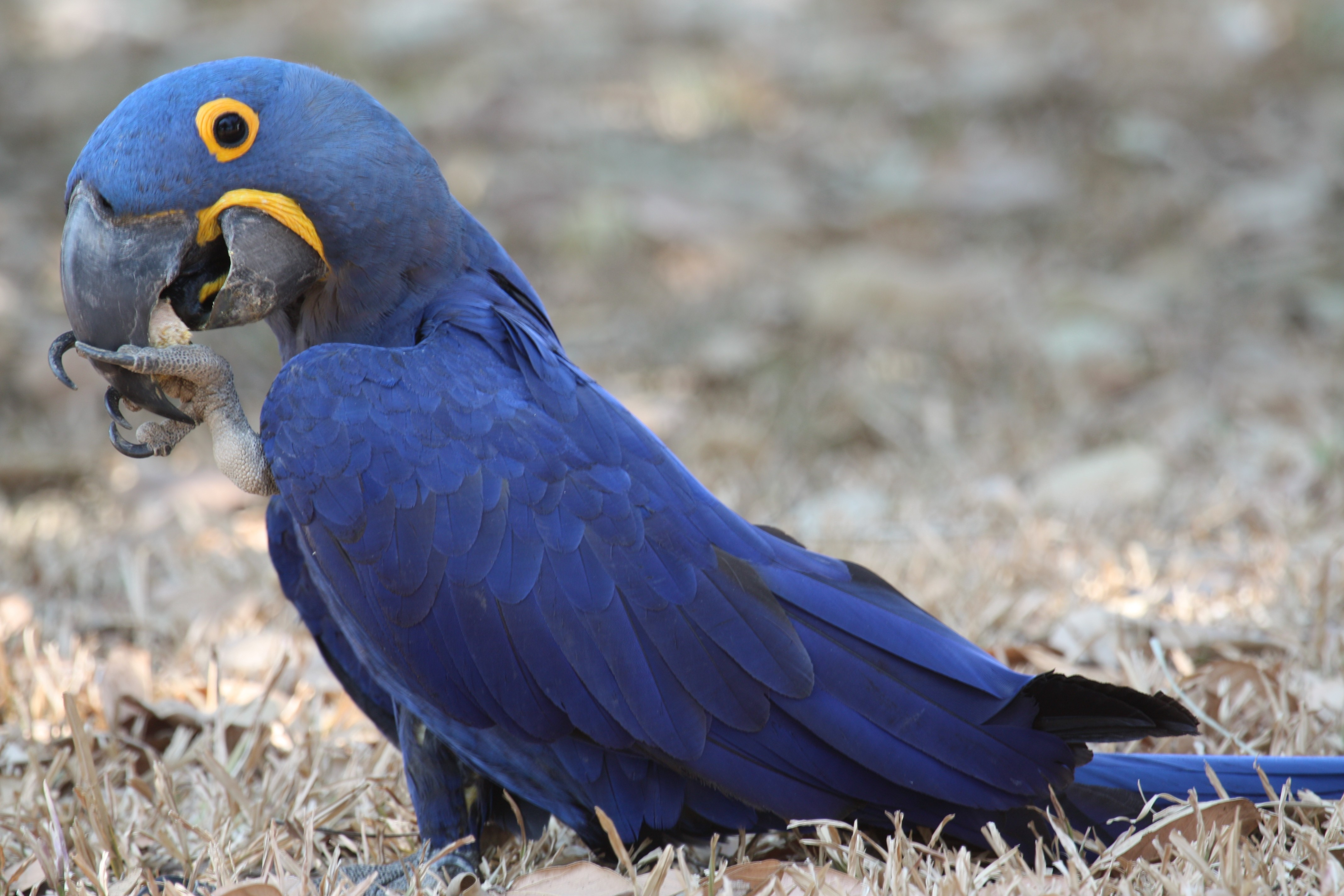
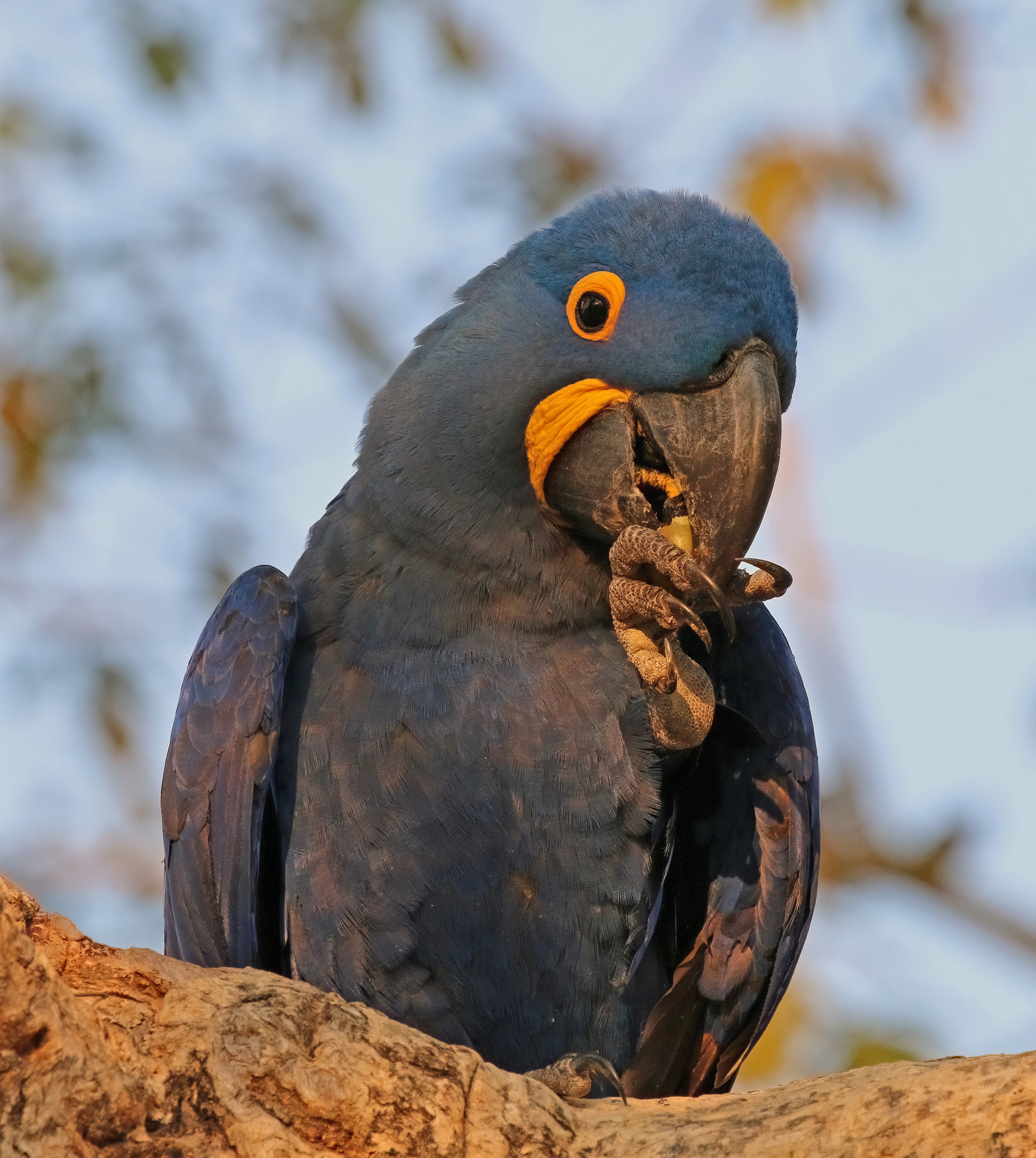
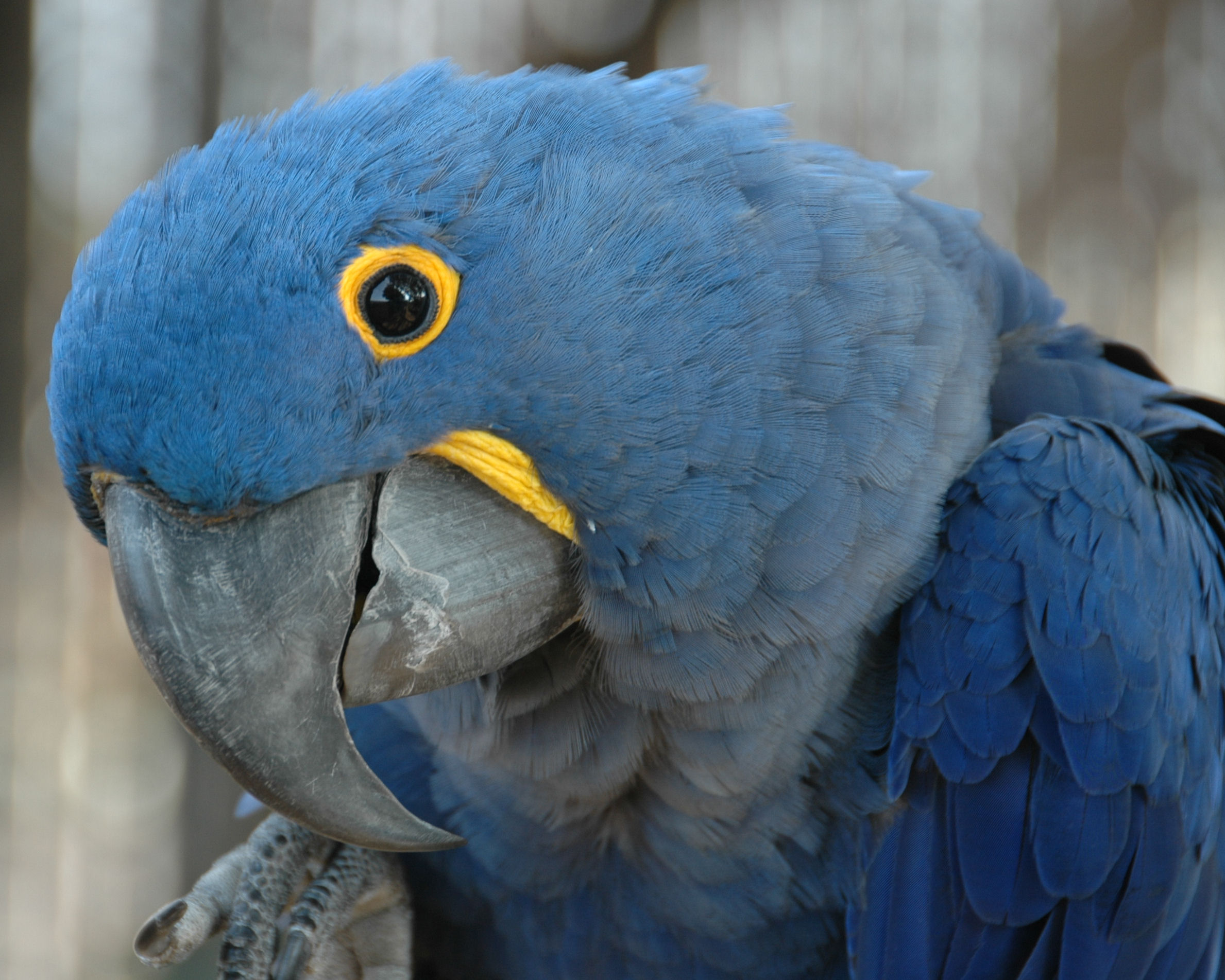